# Phalaenoides butleri
Phalaenoides butleri là một loài bướm đêm trong họ Noctuidae.